# Карі (1937)
Карі (Kari, яп. 雁) — міноносець Імперського флоту Японії типу «Оторі», який брав участь у Другій світовій війні.

## Історія створення
Корабель, який став шостим серед міноносців типу «Оторі», був закладений 11 травня 1936 року на верфі «Yokohama Dock Company» у Йокогамі. Спущений на воду 20 січня 1937 року, вступив у стрій 20 вересня 1937 року.

## Історія служби
На момент вступу Японії до Другої світової війни «Карі» належав до 11-го дивізіону міноносців, який відносився до Флоту Китайської зони. З 8 грудня 1941-го корабель брав участь у операції проти британського Гонконгу, який здався 25 грудня.
15—16 січня 1942-го «Карі» перейшов з Гонконгу до Мако (важлива база ВМФ на Пескадорських островах у південній частині Тайванської протоки), а 26 січня — 3 лютого ескортував звідси конвой до Сінгори на півострові Малакка (японські війська висадились тут вже у перший день бойових дій і з того часу до Малаї регулярно прямували конвої, що везли підкріплення та матеріальне забезпечення). Після цього 3—14 лютого «Карі» пройшов з Сінгори до Сасебо (обернене до Східнокитайського моря узбережжя Кюсю).
З 15 лютого 1942-го після розформування 11-го дивізіону «Карі» належав до 12-ї особливої військово-морської бази (12th Special Base Force), яка підпорядковувалась Першому Південному експедиційному флоту, відповідальному за контроль над Індокитаєм, Малаєю та Бірмою. 22 лютого — 13 березня корабель ескортував конвой з Сасебо до Сінгапуру і вже за кілька діб був залучений до ведення операцій на бірманському напрямку. 19—25 березня тут пройшов Перший Бірманський конвой, а 1 квітня з Сінгапуру вирушив Другий Бірманський конвой, до якого під час переходу не пізніше 4 квітня приєднався «Карі». 7 квітня Другий Бірманський прибув до Рангуну. 15 квітня «Карі» вийшов з Пенангу (важлива військово-морська база на західному узбережжі півострова Малакка) та приєднався до охорони Третього Бірманського конвою, який прибув у Рангун 19 числа.
Далі більш як два роки «Карі» ніс патрульно-ескортну службу в районі на захід від півострова Малакка, охороняючи комунікації між Сінгапуром, Пенангом, Мергуєм (у Південній Бірмі, наразі відомий як М'єй), Рангуном, Сабангом (порт на однойменному острівці біля північного завершення Суматри) та Порт-Блер (Андаманські острови). 30 листопада 1942-го та 1 лютого 1943-го корабель зазнав незначних пошкоджень під час авіаційних атак — уперше біля Андаманських островів, а вдруге в Рангуні.
Протягом своєї служби в Південно-Східній Азії «Карі» також пройшов ряд короткострокових ремонтів у Сінгапурі (23 червня — 1 липня та 7—18 грудня 1942-го, 29 березня — 9 квітня та 18—29 вересня 1943-го) та Пенанзі (6—20 лютого 1943-го). А от після підриву на міні, який стався 24 лютого 1944-го північніше від Сабангу, «Карі» ремонтувався в Сінгапурі з 29 лютого по 17 квітня.
З середини літа 1944-го географія дій «Карі» значно розширилася — 7 липня він вийшов з Сінгапуру для дій у районі Борнео, 17 серпня повернувся до служби на Андаманських островах, з 1 листопада вже займався ескортом конвоїв у районі Сайгону (Південний В'єтнам), з 1 січня 1945-го виконував патрульно-ескортні функції в районі Сінгапуру, а навесні 1945-го був залучений на сході Нідерландської Ост-Індії.
4 квітня 1945-го «Карі» разом з легким крейсером «Ісудзу» та тральщиками W-12 і W-34 вирушив з Сурабаї (східна Ява) для того, щоб перевезти армійський підрозділ з Купангу (острів Тимор) на острів Сумбава (на півдорозі між Тимором та Явою). Під час цього походу на загін влаштувала полювання «вовча зграя» із трьох американських підводних човнів, які спершу потопили W-12, а 7 квітня пустили на дно «Ісудзу», після чого «Карі» та W-34 врятували 449 моряків з останнього.
Вночі 16 липня 1945-го «Карі» виконував транспортний рейс з Сурабаї на острів Амбон (Молуккські острови), під час якого у Яванському морі за чотири сотні кілометрів на захід від Макасару був виявлений підводним човном «Бекуна». Останній спершу повідомив координати трьом іншим субмаринам своєї «зграї», а потім з дистанції 3 км безрезультатно випустив 6 торпед по японському кораблю. Дещо більше ніж через годину інший підводний човен «Бая» дав по «Карі» залп із 3 торпед та досягнув одного влучання в кормову частину. Оскільки і через 1 годину та 20 хвилин японський корабель ще тримався на воді, з «Бая» випустили ще 2 торпеди, одна з яких уразила «Карі» в районі димової труби. Цього разу міноносець вибухнув і затонув.